# Васильева, Любовь Петровна
Любовь Петровна Васильева (28 апреля [10 мая] 1895, Санкт-Петербург — 1 октября 1966, Ленинград) — советский переводчик с английского языка и библиограф геологической литературы, заведующая справочным отделом Всесоюзной геологической библиотеки (1938—1964), ВСЕГЕИ, Министерство геологии СССР, составитель каталогов и библиографий по геологическим наукам.

## Биография
Родилась 28 апреля (10 мая) 1895 года в деревне Колосарь, по другим данным в Санкт-Петербурге.
В 1913 году окончила Покровскую женскую гимназию в Санкт-Петербурге.
В 1935 году окончила Высшие библиотечные курсы по разделу библиографии при Государственной публичной библиотеке имени Салтыкова-Щедрина.
C 1926 года работала в Библиотеке АН СССР (БАН).
C декабря 1930 года работала в Центральной геологической библиотеке, в 1946 году переименована во Всесоюзную геологическую библиотеку.
В 1932 году составила Библиографию по четвертичной геологии европейской части СССР (1917—1932), по поручению Советской секции Международной ассоции по изучению четвертичного периода Европы (современная INQUA)
С 1936 года на справочной и переводческой работе в библиотеке.
В 1937 году составила библиографический справочник — «Международные геологические конгрессы и участие в них русских геологов»
С 1938 года — Заведующая справочным отделом библиотеки.
Участник обороны Ленинграда.
В 1964 году вышла на пенсию.
Скончалась 1 октября 1966 года в Ленинграде.

## Награды
- 1943 — Медаль «За оборону Ленинграда»
- 1946 — Медаль «За доблестный труд в Великой Отечественной войне»
- 1948 — Медаль «За трудовую доблесть»